# 哈查科略山 (洛艾薩省)
17°2′26″S 67°28′15″W / 17.04056°S 67.47083°W
哈查科略山（Jach'a Qullu），是玻利維亞的山峰，位於該國西部拉巴斯省的洛艾薩省，處於維拉維爾基山西南面，屬於安第斯山脈的一部分，海拔高度4,390米。